# Квинт Сервилий Цепион (консул 140 года до н. э.)
Квинт Сервилий Цепион (лат. Quintus Servilius Caepio; около 183 — после 135 гг. до н. э.) — древнеримский политический деятель и военачальник из патрицианского рода Сервилиев, консул 140 года до н. э.. Управлял провинцией Дальняя Испания (140—139 годы до н. э.); не сумев одержать победу над лузитанами в открытых военных действиях, он организовал убийство возглавлявшего врагов Вириата. Это обеспечило победное окончание Лузитанской войны; правда, в Риме методы Цепиона, вероятно, были сочтены недостойными.
Квинт Сервилий был одним из руководителей аристократической фракции в римском сенате и в этом качестве противостоял Публию Корнелию Сципиону Эмилиану. В последние годы жизни упоминается только в связи с одним судебным процессом. Его сын и внук сыграли важную роль во внутриполитической борьбе в Римской республике.
С именем Цепиона связан ряд топонимов на территории современных Португалии и Южной Испании.

## Биография

### Происхождение
Квинт Сервилий Цепион принадлежал к знатному патрицианскому роду, одному из шести родов, происходивших из Альба-Лонги. Первый носитель когномена Цепион получил консульство в 253 году до н. э., и в дальнейшем представители этой ветви рода регулярно занимали высшие магистратуры.
Квинт Сервилий был младшим из трёх сыновей Гнея Сервилия Цепиона, консула 169 года до н. э. Самый старший его брат был усыновлён Фабиями Максимами под именем Квинт Фабий Максим Сервилиан и стал консулом 142 года до н. э; второй брат, Гней Сервилий Цепион, был консулом в 141 году. В союзе с плебейским родом Цецилиев Цепионы начиная со 143 года до н. э. возглавляли «аристократическую корпорацию» в сенате. Благодаря этому союзу Квинт Сервилий получил консульство на 140 год до н. э., что стало беспрецедентным успехом: три брата занимали консульскую магистратуру три года подряд.

### Консульство и война в Испании
Исходя из даты консулата, Квинт Сервилий должен был не позже 143 года до н. э. занимать претуру, но о ранних ступенях его карьеры ничего не известно. Коллегой Цепиона по консульской должности стал Гай Лелий Мудрый, друг Сципиона Эмилиана и, соответственно, представитель враждебной политической группировки. Один из консулов должен был получить в управление провинцию Дальняя Испания, чтобы здесь продолжить войну с вождём лузитанов Вириатом. Лелий уже был в Испании во время своей претуры и успешно воевал с этим врагом; тем не менее на этот раз на Пиренейский полуостров направили Цепиона, что может говорить о большом влиянии той аристократической группировки, к которой он принадлежал. Квинт Сервилий должен был заменить в провинции своего брата Квинта Фабия Максима Сервилиана.
При подготовке к отъезду Квинт Сервилий столкнулся с серьёзными трудностями. Набор солдат в его армию стал для Италии вторым за год, так что налицо был дефицит новобранцев. Многие римские граждане категорически не хотели отправляться в Испанию и нашли поддержку у политических противников консула. Возможно, именно эти события заставили Аппия Клавдия Пульхра (консула 143 года до н. э.) добиться принятия закона о запрете двух воинских наборов в один год. Один из народных трибунов Тиберий Клавдий Азелл выступил с интерцессией против Цепиона, но тот отвёл протест, прибегнув к грубому насилию: консульские ликторы прогнали Азелла с ораторского возвышения.
Из-за этих трудностей Квинт Сервилий прибыл в Испанию далеко не в начале года. Квинт Фабий Максим Сервилиан использовал доставшееся ему дополнительное время, чтобы активизировать военные действия, но потерпел частичное поражение и заключил мир с Вириатом, признав последнего «другом и союзником римского народа». Существует предположение об обратном хронологическом порядке: Цепиона могли задерживать в Риме, чтобы он не дезавуировал заключённые его братом договорённости.
По прибытии в Испанию Квинт Сервилий сделал своей целью возобновление войны любой ценой: он объявил заключённый братом договор недостойным и начал добиваться от сената разрешения снова начать военные действия. Сначала ему позволили «тайно наносить ущерб Вириату, в чём он найдёт нужным», а позже, поскольку Цепион продолжал слать в Рим письма, сенат постановил расторгнуть договор. Квинт Сервилий вторгся в Бетурию (область в междуречье Гвадианы и Гвадалквивира) и занял город Арса. Вириат ввиду численного превосходства противника не принял бой и отступил, разоряя за собой всю местность. На этом, видимо, закончилась кампания 140 года.
Командование Цепиона было продлено на следующий год. В 139 году он предпринял поход против союзников лузитанов — веттонов (территория современной Эстремадуры) и даже дошёл до земель галлеков (Галисия). Воевать непосредственно с Вириатом проконсул не решался, поскольку не доверял собственной армии. Квинт Сервилий стал крайне непопулярным среди подчинённых из-за своей грубости и жестокости и превратился в объект для насмешек. В качестве наказания за это Квинт Сервилий отправил служивших под его началом всадников рубить дрова на холме, занятом противником; те выполнили приказ, но принесённые в лагерь дрова стали складывать вокруг палатки командующего, чтобы её сжечь. Цепиону пришлось спасаться бегством.

### Убийство Вириата
Вириат в 139 году до н. э. подвергся атакам со стороны Ближней Испании и попытался заключить мир с наместником этой провинции Марком Попиллием Ленатом, но тот предложил слишком жёсткие условия. Тогда вождь лузитанов, вероятно, обессиленных долгой войной, обратился к Цепиону и прислал для переговоров трёх людей, которых считал своими друзьями, — Авдака, Диталкона и Минура из города Урсон. Но послы договорились с римлянами об убийстве Вириата; неизвестно, кто именно предложил это — лузитаны или Цепион, но последний обещал предателям не только безопасность, но и деньги. Проконсул и будущие убийцы обменялись клятвами.
В результате Вириат был убит: «Авдак и его сторонники, подстерёгши благоприятный момент, когда он только что заснул, вошли к нему в палатку, как будто по какому-то важному делу, и убили его, нанеся удар в горло, так как он был в доспехах; другого места для нанесения раны не представлялось» (автор сочинения «О знаменитых людях» пишет, что Вириат был задушен, но это явно не соответствует действительности).
Квинт Сервилий не выдал убийцам обещанную награду, ограничившись предоставлением им неприкосновенности, а для разбора требований отправил их в Рим. Поздние источники утверждают, что Цепион ничего не знал о готовящемся убийстве и отклонил претензии Авдаса и прочих словами о том, что римляне никогда не одобряли подобные деяния. В историографии существует мнение, что эта версия — «восприятие событий, искажённое из-за стыда за происшедшее», но есть голоса и в пользу подлинности такой мотивации — по крайней мере, для сената.
Преемник Вириата Тавтал попытался было перейти в наступление и напал или на Сагунт, или на Новый Карфаген, но был легко разбит Квинтом Сервилием и принуждён к капитуляции. Цепион разоружил побеждённых и оставил за ними небольшие земельные владения, чтобы они не совершали набеги на соседей. Таким образом, Дальняя Испания была полностью замирена. Но победа эта, по всеобщему мнению, была недостойной из-за вероломного убийства Вириата: Цепион «не заслужил, а купил её»; отказ награждать убийц — единственное, «в чём римляне поступили мужественно» по отношению к противнику.

### Строительство в Испании
Во время своего наместничества Квинт Сервилий построил укреплённый маяк (Turric caepionis) недалеко от устья Бетиса, который, вероятно, должен был улучшить морские коммуникации между Испанией и Италией (корабли в те времена поднимались вверх по Бетису до Кордубы): Страбон в своей «Географии» упоминает «Цепионову башню, воздвигнутую на скале, со всех сторон омываемой волнами; эта башня построена с удивительным искусством (подобно Фаросу) для спасения мореплавателей. Ведь не только наносные отложения реки образуют здесь мели, но и местность перед ней усеяна подводными камнями, так что необходим какой-нибудь далеко заметный знак». В этом районе до сих пор существует город Чипиона (Chipiona), названный в честь наместника; на месте античного маяка в XIX веке был построен современный.
Во время похода на веттонов и галлеков Цепион основал укреплённый пункт Кастра Сервилиа между Тагом и Аной. Вероятно, с его именем связана и существовавшая в более поздние времена дорожная станция Цепиана на юге территории современной Португалии, точное положение которой неизвестно.

### Поздние годы
В Рим Квинт Сервилий вернулся в 138 году до н. э. О его возможном триумфе ничего не известно, так как в Триумфальных фастах за данный период есть большая лакуна, но есть предположение, что такая награда не могла быть присуждена полководцу из-за сомнительного способа, каким была одержана победа над врагом. В последующие годы Цепион вместе с братом Гнеем и двумя Метеллами — Кальвом и Македонским — выступал обвинителем в судебном процессе против Квинта Помпея по делу о взяточничестве. Судьи вынесли оправдательный приговор, чтобы показать, что авторитет обвинителей ничего для них не значит.
Согласно Цицерону, Квинт Сервилий «умело поддерживал своих клиентов советами и защитительными речами, а ещё больше — влиянием и положением».

## Потомки
Сын Квинта Сервилия того же имени был консулом в 106 году до н. э.; через него Цепион является предком Марка Юния Брута, убийцы Гая Юлия Цезаря. Дочь Квинта Сервилия стала женой Квинта Лутация Катула, консула 102 года. В историографии ведётся дискуссия о том, она ли является матерью детей Катула, включая Квинта Лутация Катула Капитолина.